# Lokomotiva 199
Lokomotiva řady 199 je malá dvounápravová akumulátorová lokomotiva určená pro posun v areálech lokomotivních dep.

## Vývoj
Ve snaze zlevnit posun s lokomotivami v areálech lokomotivních dep si České dráhy objednaly rekonstrukci starých lokomotiv řady 700, 701 a 702 na moderní dvouzdrojové nebo akumulátorové lokomotivy. K sériové výrobě nakonec nedošlo ve prospěch dvouzdrojových lokomotiv řady 799. Později byla vyrobena malá série obdobných lokomotiv řady 199.4 pro slovenské železnice.

## Konstrukce
Z původní lokomotivy zůstal zachován rám, který byl ale o 90 cm zkrácen. Lokomotiva je kapotová, se středovým věžovitým stanovištěm strojvedoucího, na obou stranách jsou snížené představky. Lokomotiva je napájena z akumulátorů, které se mohou dobíjet buď při činnosti elektrodynamické brzdy, nebo přímo nabíjením ze sítě třífázovým střídavým elektrickým proudem. Pohon dvojkolí je realizován pomocí hřídele z převodovky. Lokomotiva má třecí bubnovou brzdu, elektrodynamickou brzdu, elektromagnetickou a ruční brzdu. Nebyla vybavena nárazníky a měla i místo obvyklé šroubovky speciální svěšovací zařízení. Nárazníky a šroubovka byly dosazeny při přípravě na provoz ve Žďárských strojírnách. V průběhu provozu ve Žďáru byl původní výkonový bipolární tranzistor v pulzním řízení motoru vyměněn za IGBT tranzistor.

## Provoz
Lokomotiva byla předána do depa v Přerově. Odtud již jako neprovozní převezena do České Třebové a následně odkoupena pro posun ve Žďárských strojírnách. Lokomotiva je v současnosti (2016) provozní.